# Lac Archange (Mékinac)
Pour les articles homonymes, voir Archange (homonymie).
Le lac Archange est situé à la limite de Sainte-Thècle et de Grandes-Piles, dans la MRC Mékinac, en Mauricie, au Québec, Canada.
Dans la première moitié du XIXe siècle, la foresterie a été l'activité prédominante du secteur. La surface du lac est généralement gelée de la mi-novembre à la fin avril ; néanmoins, la période de circulation sécuritaire sur la glace est généralement de la mi-décembre à la fin mars.

## Histoire
Le premier chemin d’accès au lac a été aménagé par le club de chasse de Trois-Rivières en 1889. Les sites du domaine du Lac Archange sont aménagés sur la presqu'île.
Le lac Archange (altitude : 287 m) est réputé à cause de sa tour de garde-feux qui était érigée au sommet de la montagne dite "Du lac Archange" (altitude : 460 m), qui a été en opération depuis le début du XXe siècle. L'historien Gaétan Veillette publiait en 1974 que plusieurs garde-feux se sont succédé au cours de l'histoire de Sainte-Thècle, notamment Émile Bacon pendant 17 ans, au lac Profond et au lac Archange ; Elzéar Plamondon, très longtemps au lac Veillette ; Oscar Plamondon pendant 16 ans, Georges Darveault, Alfred Darveault et Rosidé Brière. Tandis que Georges Vallée était inspecteur de garde-feux. Par sa hauteur, la montagne du lac Archange offrait un panorama exceptionnel pour l'observation de feux de forêt. Les activités d'observation des garde-feux étaient coordonnées avec la reconnaissance aérienne des pilotes d'avion basés au Lac-à-la-Tortue, soit la plus vieille base civile d'hydravions au Canada. L'observation aérienne des feux de forêts avait débuté en Mauricie en 1919.
Les garde-feux et les entrepreneurs forestiers utilisaient un système de téléphones privés avec fil téléphonique qui a fonctionné de 1931 à 1947. Chaque appareil téléphonique pouvait être activé grâce à une manivelle alimentant deux batteries rondes de 6 pouces de long. Les appels se faisaient en direct grâce à une sonnerie, sans passer par un central. Le système pouvait communiquer 24 heures sur 24, entre les postes d'observation notamment d'Hervey-Jonction, Rivière-à-Pierre, Lac-des-Iles et Lac Archange. Les entreprises de Jeffrey Veillet se référaient à ce réseau pour les prévisions de feux de forêt ou de phénomènes météo, notamment pour la période de drave, de coupe en forêt ou de transport du bois. Mme Marie-Ange Bacon (Sainte-Thècle) mentionnait qu’ils réparaient eux-mêmes leur téléphone spécial, qui leur servait de liaison.

## Géographie
Situé en territoire forestier, le lac Archange est en forme d'un grand "U" ouvert vers le Sud-Est, comportant une presqu'île montagneuse en son centre. La distance par l'eau d'une extrémité à l'autre du "U" est de 2,45 km ; le lac a une largeur maximale de 1,3 km, dans la partie du nord. Le niveau de l'eau est de 333 mètres au-dessus du niveau de la mer. Sa profondeur maximale est de 90 pieds.
Ce secteur de la Moyenne-Mauricie et de la Batiscanie est entouré de hautes montagnes, surtout vers l'Est en direction du lac Veillette (altitude : 254 m), et au sud en direction du lac Veilleux où la montagne de la Tour de garde-feu atteint environ 460 mètres d'altitude. En partant du chemin du lac Fontaine de Grandes-Piles, un chemin parfois sinueux de 7,6 km se dirige vers l'Est et permet d'atteindre la tour de garde-feu au sommet de la plus haute montagne de la grande région. Ce trajet contourne le lac Fontaine par le sud et le lac à la truite.
L'embouchure du lac Archange se déverse vers l'Est au fond d'un long détroit. Le parcours de la décharge est de 4,5 km (mesuré par l'eau) coulant entièrement dans Sainte-Thècle, en récupérant les décharges du lac Veillette (long de 0,54 km et se déchargeant vers le Sud) et du "lac de la Hauteur" (long de 0,54 km et se déchargeant vers le nord).
Le lac Archange est entouré de plusieurs petits lacs situés en hauteur dont le lac du Caribou, le lac Marie et le lac Marguerite. L'embouchure du lac Archange est situé à 13 km au nord de l'église catholique de Saint-Tite par le chemin des Pointes et à 12,9 km de l'église de Sainte-Thècle par le chemin Saint-Joseph-Sud. Entre l'embouchure du lac Archange et le chemin Saint-Joseph-Sud de Sainte-Thècle, la route de montagne est d'une longueur de 4,3 km.
Dans la partie de Sainte-Thècle, le lac Archange est situé dans le rang C Nord et le rang VI Sud-Ouest du Canton Lejeune. L'une des fourches de la route d'accès à ce lac permet d'atteindre le bout de la presqu'île ; l'autre fourche contourne le lac du côté Sud ; la partie Nord et Est étant très montagneuses.

## Toponymie
D'origine chrétienne, le toponyme « lac Archange » a été officialisé le 5 décembre 1968, à la Banque des noms de lieux de la Commission de toponymie du Québec.